# Пам'ятник псу Джоку
Пам'ятник псу Джоку (пол. Pomnik psa Dżoka) — пам'ятник, що знаходиться в Кракові на Віслинських бульварах між Вавелем і Грюнвальдським мостом. Присвячений псові Джоку, який протягом року очікував свого господаря, котрий раптово помер поблизу Грюнвальдського кільцевого перехрестя.

## Історія створення
Джок був чорним безпородним псом, господар якого раптово помер біля Грюнвальдського кільцевого перехрестя від серцевого нападу. Собака, яку годували місцеві жителі, очікувала тут свого господаря протягом 1990–1991 років. Пізніше Джока прихистила у власній домівці Марія Мюллер. Проте жінка померла в 1998 році, пес втік з дому й загинув під колесами поїзда.
У створенні пам'ятника активну участь взяло краківське Товариство захисту і запобігання жорстокому поводженню з тваринами. Попри відсутність первинної згоди місцевої влади на встановлення скульптурної композиції, ця організація за допомогою засобів масової інформації та участі краківської творчої інтелігенції, серед яких були співаки Збігнєв Водецький, Єжи Поломський, Кшиштоф Цуговський та артист Кшиштоф Пясецький, домоглася згоди на встановлення пам'ятника на Віслинських бульварах.
Пам'ятник був встановлений 26 травня 2001 року. Його автором є польський скульптор Броніслав Хромий.

## Опис
Пам'ятник зображає собаку, яка знаходиться у людських долонях і простягає ліву лапу людині. На постаменті закріплена інформаційна табличка польською та англійською мовами:

Пес Джок. Найвідданіший із відданних, найвірніший із вірних, символ собачої відданості. В 1990—1991 роках очікував на Грюнвальдському кільцевому перехресті свого господаря, котрий помер на цьому місці.
Оригінальний текст (пол.)
Pies Dżok. Najwierniejszy z wiernych, symbol psiej wierności. Przez rok /1990-1991/ oczekiwał na Rondzie Grunwaldzkim na swojego Pana, który w tym miejscu zmarł.

Міська влада Кракова планує перемістити пам'ятник Джоку на кілька десятків метрів, оскільки на тому місці, де він сьогодні перебуває, в майбутньому планується спорудити пам'ятник воїнам Армії Крайової.

## Пам'ять
Історія про пса Джока описана в наступних книгах:
- Барбара Гаврилюк, «Легенда про собачу вірність» (Barbara Gawryluk, Dżok. Legenda o psiej wierności, Łódź, Wydawnictwo Literatura, 2007).
- Кароль Козловський, «Пес Джок. Найвірніший із вірних» (Karol Kozłowski, Pies Dżok. Najwierniejszy z wiernych, Kraków, Wydawnictwo SMYK, 2012).